# Body shaming

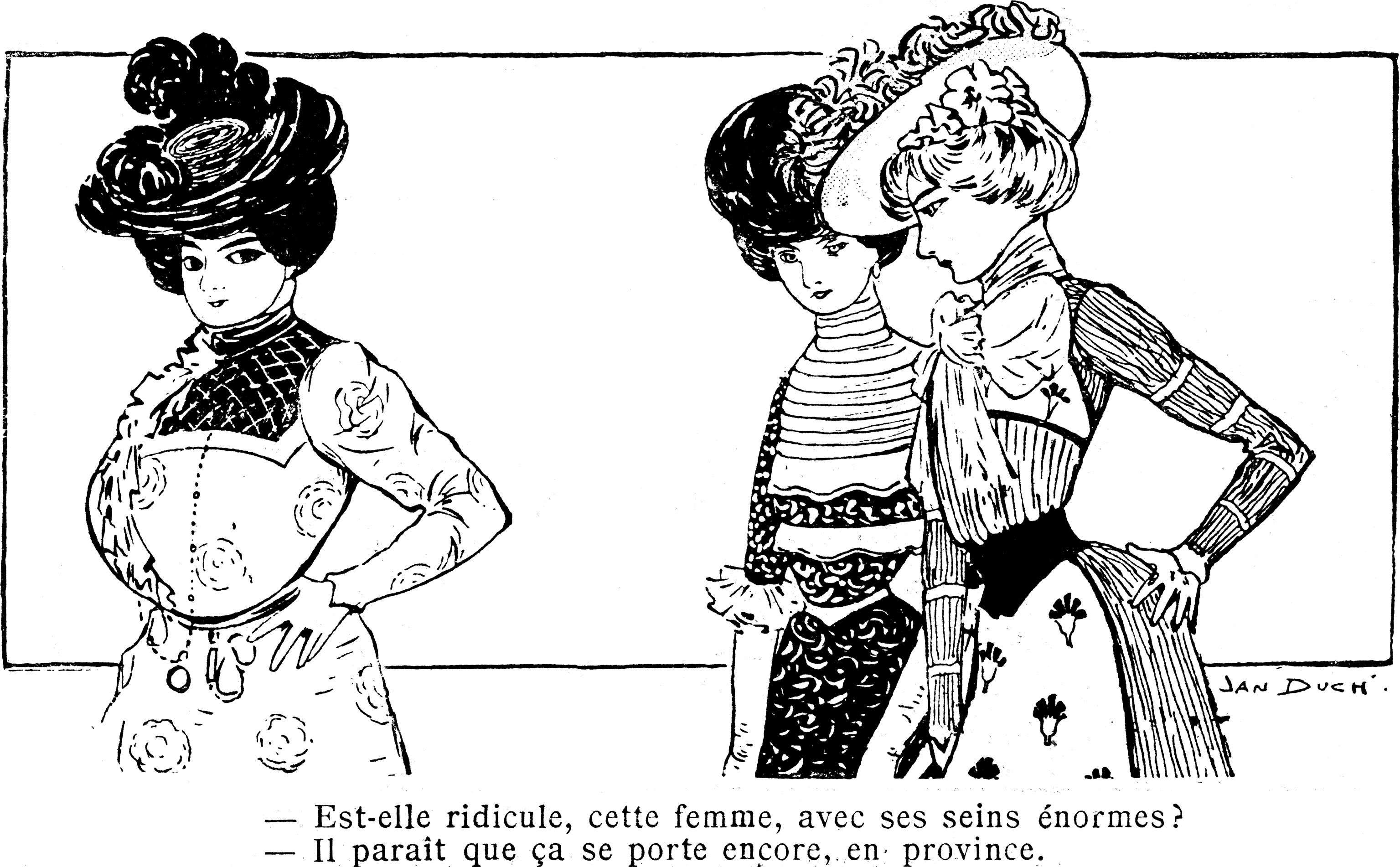
Femme de la Belle Époque bodyshamée pour sa forte poitrine par deux comparses aux petits seins (caricature parisianiste de Jan Duch dans l'hebdomadaire Le Frou-frou en 1900).

Le body shaming ou bodyshaming (« dénigrement du corps ») est un terme générique anglais désignant l'ensemble des attitudes et des comportements ironiques ou hostiles qui stigmatisent et discriminent une personne, connue ou non, en dénigrant l'apparence de son corps ou en blâmant certains de ses critères physiques. Ils prennent généralement la forme de commentaires dévalorisants et culpabilisants (moqueries, humiliations, insultes et harcèlements) de la part d'un ou plusieurs individus. Le body shame est la honte perçue par rapport au propre corps et apparence de la personne bodyshamée.
Ce jugement discriminatoire peut cibler toute caractéristique physique : l'apparence physique éloignée des normes esthétiques en vigueur dans un groupe social, la grosseur (fat shaming ou grossophobie) et la maigreur (skinny shaming ou maigrophobie), la taille, la présence, l'absence ou le maintien de poils, l'apparence capillaire (texture et couleur des cheveux, calvitie, coiffure), la forme et la taille du pénis, de la poitrine, du nez, du bassin ou des fesses, la musculature, la perte des dents (en), les modifications corporelles (tatouages, piercings, scarifications…), les personnes à mobilité réduite, les dermatoses (acné, psoriasis),,.
Cette violence psychologique a lieu en personne en face ou derrière son dos (dans la rue, à la maison, à l’école, au travail), par messagerie ou sur les réseaux sociaux qui aggravent le phénomène  en raison de leur utilisation excessive et de l'effet de désinhibition numérique (en) produit par la médiation de l'écran et l'anonymat qui libère les haters, les trolls et les cyberharceleurs.

## Popularité du terme
Selon l'institut de sondage YouGov, 16 % des Français ont entendu parler du terme en 2019 et 8 % savent exactement de quoi il s'agit (principalement les Millenials qui sont aussi les plus touchés par ces humiliations, 50 %).

## Impacts
Le body shaming peut créer une vraie souffrance psychologique (baisses d'estime de soi, perturbations de l'image corporelle (en), troubles dysmorphophobiques, troubles des conduites alimentaires, dépressions, suicides…),.
Bien que les hommes puissent être victimes du body shaming, ce sont les femmes et les minorités sexuelles qui en sont particulièrement affectées. Selon YouGov 30 % des Français affirment avoir été victime de body shaming. Ce chiffre monte à 55 % chez les 18-24 ans et à près de 85 % chez les moins de 18 ans. 85 % des jugements discriminatoires proviennent de leur entourage (camarades, professeurs, amis, famille).